# CA-925
La CA-925 es una carretera autonómica de Cantabria perteneciente a la Red Local que discurre por el puente antiguo de La Población.

## Nomenclatura

Indicador

Su nombre está formado por las iniciales CA, que indica que es una carretera autonómica de Cantabria, y el dígito 925 es el número que recibe según el orden de nomenclaturas de las carreteras de la comunidad autónoma. La centena 9 indica que se trata de un tramo de carretera que debido a obras de modificación de trazado mantienen un tráfico residual pero que no puede ser desafectada del dominio público.

## Historia
La carretera de Reinosa a Cabañas de Virtus se vio afectada por la construcción del embalse del Ebro, desarrollada entre 1921 y 1945, haciéndose necesario modificar su trazado en varias zonas entre las que se encontraba el cruce sobre el río Lanchares, en el núcleo urbano de La Población, para lo que se construyó un nuevo viaducto de 300 metros de longitud para cruzar sobre el mencionado río. Con la aprobación del Plan Peña en el año 1940, la mencionada carretera de Reinosa a Cabañas de Virtus se incluyó en itinerario Bilbao - Reinosa y pasó a denominarse como carretera comarcal C-6318.
En el año 2001, el Gobierno de Cantabria, titular de la vía desde la transferencia de las competencias en materia de carreteras, abordó la mejora de la antigua carretera comarcal incluyendo la construcción de un nuevo viaducto para sustituir el anterior debido a la insuficiente anchura del mismo así como para mejorar el trazado de la carretera que ya se denominaba CA-171. Como consecuencia de ello, quedó el viaducto existente y el tramo de la carretera de acceso del mismo fuera del itinerario principal pasando a ser una nueva carretera con numeración CA-925.

## Trazado
Tiene su origen en la intersección con la CA-171 situada en el paraje Alto de la Riva, dentro del núcleo de La Población, y su final en otra intersección con la misma carretera frente a la iglesia de San Andrés en el centro de dicha localidad del término municipal de Campoo de Yuso, municipio por el que discurre la totalidad de su recorrido de 1,4 kilómetros. La carretera bordea por la ribera oeste el brazo del embalse que forma el cauce del río Lanchares, ahora bajo las aguas embalsadas, cruzando sobre dicho por medio de un viaducto para, a continuación, rodeando por el este el antiguo cauce retornar hasta la carretera CA-171, donde finaliza el trazado de esta carretera.
Su inicio se sitúa a una altitud de 855 m s. n. m. y el fin de la vía está situada a 880 m s. n. m., y el paso sobre el puente se produce a la cota 843, con lo que resulta unas pendientes medias del 1,6% en el tramo anterior al puente y del 4,4% en el posterior.
La carretera tiene dos carriles, uno para cada sentido de circulación, y una anchura total de 6,0 metros sin arcenes excepto en el puente donde se reduce a 3,5 metros con aceras de 1 metro a cada lado. Dispone de iluminación en todo su recorrido.

## Actuaciones
El IV Plan de Carreteras no contempla ninguna actuación en esta carretera.

## Transportes
No hay líneas de transporte público que recorran la carretera CA-925 si bien en la intersección inicial con la CA-171 se sitúa una parada de autobús de la siguiente línea:
- Mavi Muñoz: Reinosa - Cabañas de Virtus - Arija

## Recorrido y puntos de interés
En este apartado se aporta la información sobre cada una de las intersecciones de la CA-925 así como otras informaciones de interés.
| Esquema        | PK  | Sentido este (creciente) | Sentido este (creciente) | Sentido este (creciente)                           | Sentido este (creciente)                           | Sentido oeste (decreciente)                        | Sentido oeste (decreciente)                        | Sentido oeste (decreciente) | Sentido oeste (decreciente) | Incidencias |
| Esquema        | PK  | Velocidad                | Elemento                 | Salida                                             | Salida                                             | Salida                                             | Salida                                             | Elemento                    | Velocidad                   | Incidencias |
| Esquema        | PK  | Velocidad                | Elemento                 | Dir.                                               | Nombre                                             | Nombre                                             | Dir.                                               | Elemento                    | Velocidad                   | Incidencias |
| -------------- | --- | ------------------------ | ------------------------ | -------------------------------------------------- | -------------------------------------------------- | -------------------------------------------------- | -------------------------------------------------- | --------------------------- | --------------------------- | ----------- |
|                | 0,0 |                          |                          |                                                    | Centro ornitológico Embalse del Ebro               | CA-171 CORCONTE                                    |                                                    |                             |                             |             |
| CA-171 REINOSA | 0,0 |                          |                          |                                                    | Centro ornitológico Embalse del Ebro               |                                                    |                                                    |                             |                             |             |
|                | 0,0 | Panadería                |                          |                                                    |                                                    |                                                    |                                                    |                             |                             |             |
|                | 0,3 |                          |                          | Centro ornitológico Embalse del Ebro               | Centro ornitológico Embalse del Ebro               | Centro ornitológico Embalse del Ebro               | Centro ornitológico Embalse del Ebro               |                             |                             |             |
|                | 0,5 |                          |                          | Embalse del Ebro (Antiguo cauce del río Lanchares) | Embalse del Ebro (Antiguo cauce del río Lanchares) | Embalse del Ebro (Antiguo cauce del río Lanchares) | Embalse del Ebro (Antiguo cauce del río Lanchares) |                             |                             |             |
|                | 1,4 |                          |                          |                                                    | CA-171 CORCONTE                                    | Centro ornitológico Embalse del Ebro               |                                                    |                             |                             |             |
|                | 1,4 | CA-171 REINOSA           |                          |                                                    |                                                    | Centro ornitológico Embalse del Ebro               |                                                    |                             |                             |             |